# Deutsche Schwimmmeisterschaften 1948
Die 60. Deutschen Meisterschaften im Schwimmen fanden 1948 in Rheydt statt.
| Disziplin      | Männer                | Männer           | Männer     | Frauen        | Frauen             | Frauen |
| Disziplin      | Name                  | Verein           | Zeit       | Name          | Verein             | Zeit   |
| -------------- | --------------------- | ---------------- | ---------- | ------------- | ------------------ | ------ |
| 100 m Freistil | Ruprecht Köninger     | MTV Braunschweig |            | Ruth Schröder | Düsseldorf 09      |        |
| 200 m Freistil | Heinz-Günther Lehmann | MTV Braunschweig |            |               |                    |        |
| 400 m Freistil | Heinz-Günther Lehmann | MTV Braunschweig |            |               |                    |        |
| 100 m Brust    | Walter Klinge         | Braunschweig     | 1:14,6 min | Inge Schmidt  | Turnerbund Hamburg |        |
| 200 m Brust    | Herbert Klein         | München          |            | Inge Schmidt  | Turnerbund Hamburg |        |
| 100 m Rücken   | Willi Krämer          | SC Düsseldorf 98 |            | Erna Herbers  | Hagen              |        |